# ماتریس کلاک
یک ماتریس کلاک (به انگلیسی: Matrix clock) مکانیزمی برای ضبط روابط به ترتیب وقوع و علی در یک سیستم توزیع‌شده می‌باشد. ماتریس کلاک‌ها تعمیمی از مفهوم بردار کلاک‌ها هستند. یک ماتریس کلاک یک بردار از بردار کلاک‌ها برای هر میزبان نگه می‌دارد.